# 集合環
数学における集合環（しゅうごうかん、英: ring [of sets]）またはクランは、何らかの集合 X の部分集合族で、二つの集合演算に関する閉性条件を満たす。この概念は測度論において用いられる集合代数（集合体）と非常に近しく、測度の構成の初めは集合環において与えられたものを集合代数に拡張する形で与えられた。X の部分集合全体の成す（擬環として考えた）ブール環の部分集合と見れば、集合環はその（必ずしも単位的でない）部分環である。

## 定義
定義集合 X の部分集合族 {\displaystyle {\mathcal {R}}} が集合環であるとは、
1. {\displaystyle {\mathcal {R}}} は空でない。
2. {\displaystyle {\mathcal {R}}} は差に関して閉じている。
3. {\displaystyle {\mathcal {R}}} は有限合併に関して閉じている。

の三条件を満たすことを言う。
幾つかの文献では X が空でないことをも仮定することがあるが、本項ではこの追加の条件は仮定しない。

## 基本性質
以下 {\displaystyle {\mathcal {R}}} は集合環であるものとして、
- {\displaystyle {\mathcal {R}}} は空集合を含む。実際、{\displaystyle {\mathcal {R}}} の空でない任意の元 A をとれば、差に関して閉じていることから、A ∖ A と書ける。
- {\displaystyle {\mathcal {R}}} は対称差に関して閉じている。実際、対称差は A Δ B = (A ∖ B) ∪ (B ∖ A) と書ける。
- {\displaystyle {\mathcal {R}}} は交叉に関して閉じている。実際、A ∩ B = (A ∪ B) ∖ (A Δ B) と書ける。

有限加法族は集合環である（実際、Ec は集合 E の補集合として、A ∖ B = (Ac ∪ B)c が成り立つ）が、集合環は必ずしも集合代数でない。例えば、単純な例として {∅} を考えればよい。
X 上の集合環が有限加法族であるための必要十分条件は、全体集合 X 自身がその集合環に属することである。

## 測度論との関係
カラテオドリの拡張定理として知られるルベーグ測度の構成の一般化において、σ-集合代数上の測度は比較的抽象的な方法で構成されるが、その最初の段階は単純である。つまり、構成の初めには集合環 {\displaystyle {\mathcal {A}}} の元に対して測度を定義する。あるいは集合環 {\displaystyle {\mathcal {A}}} を生成する集合半環から構成を始めることもできる。
実数直線 R 上のルベーグ測度の例において、構成の素とする集合半環は R の有界区間全体の成す族であり、対応する集合環は有界区間の有限合併として得られる部分集合全体の成す集合族である。
この構成の一種として、σ-集合代数と類似の概念を用いるものがある。この文脈ではσ-集合環は可算合併に関して閉じている集合環、δ-集合環は可算交叉に関して閉じている集合環を言う。

## 集合環とブール環
集合環を以下のような条件によって定義することもできる。
同値な定義X の部分集合族 {\displaystyle {\mathcal {R}}} が集合 X 上の集合環であるとは、
1. {\displaystyle {\mathcal {R}}} は空でない。
2. {\displaystyle {\mathcal {R}}} は対称差に関して閉じている。
3. {\displaystyle {\mathcal {R}}} は有限交叉に関して閉じている。

の三条件を満たすことを言う。
上で基本性質として注意したことは、この特徴付けが先の定義から導かれることを意味する。逆に、{\displaystyle {\mathcal {R}}} がこの三条件を満たすならば、これは差に関して閉じていて (A ∖ B = A Δ (A ∩ B)) かつ合併に関しても閉じている (A ∪ B = (A Δ B) Δ (A ∩ B)) ことが示せるからこれは集合環である。
集合 X の部分集合全体の成すブール代数（冪集合代数）は、対称差を加法（単位元は空集合 ∅）とし交叉を乗法（単位元は全体集合 X）とするブール環の構造を与えることを思い出そう。この構造に対して、X 上の集合環は、加法に関して部分群で乗法に関して閉じているから、擬環構造に対する部分構造を与えている。X 上の集合代数の場合も同様に、冪集合代数の部分集合として、加法に関して部分群で、乗法に関して閉じていて単位元も含むから、こちらは単位的環としての部分構造になっている。